# تورت کول
تورت کول (به لاتین: Turt-Kul') یک منطقهٔ مسکونی در قرقیزستان است که در استان اوش واقع شده‌است.

## خصوصیات
تورت کول ۱٬۰۰۲ متر بالاتر از سطح دریا واقع شده‌است.